# HD 108874
HD 108874 är en ensam stjärna, belägen i den mellersta delen av stjärnbilden Berenikes hår. Den har en skenbar magnitud av ca 8,76 och kräver åtminstone en stark handkikare eller ett mindre teleskop för att kunna observeras. Baserat på parallax enligt Gaia Data Release 2 på ca 16,8 mas, beräknas den befinna sig på ett avstånd av ca 195 ljusår (ca 60 parsek) från solen. Den rör sig närmare solen med en heliocentrisk radialhastighet på ca -30 km/s.

## Egenskaper
HD 108874 är en orange till gul stjärna i huvudserien av spektralklass G9 V. Den har en temperatur på ca 5 600 K. Dess metallicitet är 1,19 gånger solens, vilket innebär att den har större mängd järn relativt väte och helium. Den har ungefär samma massa som solen, men radien är förmodligen större.

## Exoplaneter vid HD 108874
En exoplanet upptäcktes 2003 kretsande kring stjärnan och fick beteckningen HD 108874 b. Planeten erhåller den mängd av insolation som närmast påminner om jordens, av alla upptäckta exoplaneter (2011). En andra planet upptäcktes 2005.
Totalt 20 observationer av radiell hastighet, observerade vid WM Keck-observatoriet mellan 1999 och 2002, ligger till grund för upptäckten. År 2005 avslöjade ytterligare observationer att stjärnan har en annan jovisk planet som kretsar längre ut, benämnd HD 108874 c. Planetbanornas omloppsparametrar uppdaterades 2009 med ytterligare observationer. De två planeterna ligger nära stjärnan, och möjligen i en 9:2-resonans, vilket innebär att om HD 108874 b kretsar runt stjärnan nio gånger, så kretsar HD 108874 c två gånger, genom att omloppsperioden för planet c då är fyra och en halv gånger längre än planeten b.
|   | Exoplanet      | Massa i Jupitermassor | Omloppsperiod i dygn | Halv storaxel | Excentricitet |
| b | ≥01,34 ± 0,11  | 394,48 ± 0,60         | 1,053 ± 0,061        | 0,128 ± 0,022 |               |
| c | ≥1,064 ± 0,099 | 1680 ± 24             | 2,77 ± 0,16          | 0,273 ± 0,040 |               |